# Oten Shimokawa
Ōten Shimokawa ou Hekoten Shimokawa (下川凹天 Shimokawa Ōten, 2 de maio de 1892 – 26 de maio de 1973) foi um artista japonês, considerado um dos pioneiros do anime.

## Vida e obra
Pouco se sabe sobre sua vida pessoal além de que sua família mudou para a área de Tóquio quando Shimokawa tinha nove anos de idade. 
Ele começou sua vida profissional trabalhando para a Tokyo Puck Magazine como um cartoonista político e artista de séries de mangá.
Quando tinha 26 anos, Shimokawa foi contratado pela Tennenshoku Katsudō Shashin para criar um curta-metragem animado. Shimokawa fez uso de variadas técnicas de animação que eram originais no início do século XX, como o uso de giz ou cera branca em uma placa escura para desenhar personagens, a técnica de esfregar partes de filme uma na outra para criar uma sequência animada e técnicas de desenhar com tinta diretamente no filme. Naquela tempo, cédulas de celulose eram onerosas e escassas no Japão e tinham que ser importadas. As técnicas utilizadas por Shimokawa cortavam custos de produção e material, além de encurtarem o tempo que levava para se concluir um filme. 
O resultado desse primeiro trabalho foi o filme Imokawa Mukuzō Genkanban no Maki, lançado em 1917. Apesar de não ser a primeira animação criada no Japão, essa película é considerada o primeiro filme de anime, por ter sido o primeiro anime publicamente exibido em cinemas. Imokawa Mukuzō Genkanban no Maki tem apenas 5 minutos.   
Assim como muitas animações criadas no Japão antes da década de 20, nenhum vestígio do filme, ou de qualquer outro curta-metragem de Shimokawa sobreviveram aos incêndios causados com o Grande sismo de Kantō em 1923, que destruiu boa parte dos materiais do primeiro estúdio de animação existente no Japão.
Os trabalhos de animação de Shimokawa foram interrompidos por problemas de saúde crônicos. Ele voltou a trabalhar como consultor e editor de animações para outras empresas entre as décadas de 1930 e 1940.

## Produções
- Imokawa Mukuzō Genkanban no Maki (1917)[2]
- Dekobō shingachō – Meian no shippai (1917)[2]
- Chamebō shingachō – Nomi fūfu shikaeshi no maki (1917)[2]
- Imokawa Mukuzō Chūgaeri no maki (1917)[2]
- Imokawa Mukuzō Tsuri no maki (1917)[2]